# Madonna en la Gloria con querubines
La Madonna en la Gloria con querubines es una pintura al óleo sobre lienzo (111 x 75,5 cm) de Rosso Fiorentino, datada hacia 1517 aproximadamente y conservada en el Museo del Hermitage de San Petersburgo.

## Historia
La obra, de datación extremadamente controvertida (oscila entre 1512 y 1522), fue adquirida por el museo en París en 1810 con la intermediación del barón Dominique Vivant Denon.

## Descripción y estilo
Sobre un fondo grisáceo, un resplandor luminoso rodea la aparición de María, sentada sobre una nube hecha de querubines, mientras abraza al Hijo, que se le acerca desde la izquierda, y con un grupo de cinco ángeles niños desnudos flotando a sus pies. El motivo se basa en modelos de Fray Bartolomeo y recuerda el luneto de la Asunción de la Virgen en el Claustro de los Votos, pintado en un primer proyecto en 1512-13 y retocado (o repintado?) en 1517.
Las influencias miguelanguescas son evidentes, en el esquema piramidal, en la torsión de María o en el vigor plástico de las figuras, mientras revelan ya un anticonformismo del todo personal en la acentuación de las expresiones, agrandando ligeramente los rasgos somáticos de los rostros y a veces cargándolos, como si fueran "maquillados". De hecho, las bocas están alargadas, las narices marcadas, los ojos grandes, y las sonrisas burlescas.
El tierno abrazo que une a María y el Hijo parece recordar el de la Madonna de Brujas, mientras los querubines azules que emergen del fondo tienen ecos de obras inacabadas como el Tondo Taddei y el Tondo Pitti. Particularmente singular entre los putti abajo es el que, en primer plano, proyecta la cabeza y los hombros hacia el exterior mientras pone una mano en la cadera: se parece mucho a una vista del David de Miguel Ángel desde lo alto, desde las ventanas del Palacio Vecchio. También los demás putti muestran escorzos atrevidos y torsiones expresivas de gran originalidad.
Otro protagonista es el color, con el fuerte contraste entre el fondo azul hielo y azul noche, retomado también en el manto de María, frente a las tonalidades cálidas y luminosas de las carnaciones.